# 霍允猷
霍允猷（?—?），字入白，直隸廣平府曲周縣民籍。祖父霍维荩，以进士历官西凉道参政，卓有政声。

## 生平
万历三十七年（1609年）己酉科順天府鄉試舉人，四十四年（1616）丙辰科进士，大理寺觀政，四十五年初授户部主事，本年丁憂歸。四十六年復除云南司主事，管象房草场，四十八年升山西司郎中，督饷蓟州，天啓四年（1624年）出知兖州府，本年回户部。崇祯七年（1634年）補户部湖廣司郎中，历武德兵备道，所至有声。性坦率，好施与，捐资修学，输粟赈饥，义举甚夥，晚以诗酒自娱，邑至今推之。

## 家族
曾祖霍光先，丙子舉人。祖霍繼藎，辛亥。父霍明知，庠生。

## 引用
1. ↑  《萬曆四十四年丙辰科進士序齒録》
2. ↑  《萬曆四十四年丙辰科進士履歷》：霍允猷，入白，诗四房，辛卯十一月二十八日生。曲周人，己酉五十九，会一百四十，三甲三十二名。大理寺政，丁巳授户部主事，本年丁憂，戊午伏除云南司主事，管象房草场，庚申升山西司郎中，蓟州管粮，甲子升兖州知府，本年回部，甲戌補户部湖廣司郎中。